# Himno nacional de Rusia
El Himno Estatal de la Federación Rusa (del ruso: Государственный гимн Российской Федерации, Gosudárstvenni Gimn Rossíiskoi Federátsii) es el himno nacional de Rusia. Se trata de una adaptación del himno de la Unión Soviética de entre 1944 y 1990, cuya música compuso originalmente Aleksandr Aleksándrov. La letra para el himno de la Federación Rusa fue revisada por Serguéi Mijalkov a partir de las letras de sus propias versiones del himno soviético de 1943 y 1977. Esta tercera y última versión elimina todas las menciones al nombre e ideas de Lenin, al comunismo y a la «irrompible unión» del Estado Soviético, centrándose en su lugar en describir un país extenso y con grandes cantidades de recursos confiados a las generaciones futuras.
A finales del año 2000 el presidente Vladímir Putin decidió adoptar el himno, que sustituyó a La canción patriótica, que había sido el himno oficial desde 1990. Este hecho no ha estado exento de polémica, dado que, aunque la letra ya no tiene nada que ver con la Rusia de Stalin, la música es la misma que usaba la Unión Soviética, aunque las menciones a Stalin ya habían sido eliminadas de la letra del himno soviético en 1953.
La RSFS de Rusia era la única república de la Unión Soviética sin su propio himno. La pieza lírica libre titulada "La canción patriótica", compuesta por Mijaíl Glinka, fue adoptado oficialmente en 1990 por la República Socialista Federativa Soviética de Rusia y se confirmó en 1993, después de la disolución de la Unión Soviética, por el presidente de Rusia, Borís Yeltsin. El gobierno patrocinó concursos para crear letras para el himno, que se había vuelto impopular debido a su incapacidad para inspirar a los atletas rusos durante las competiciones internacionales. Ninguna de las propuestas resultaron satisfactorias, por lo que el presidente Vladímir Putin decidió restaurar el antiguo himno soviético y patrocinar un concurso para encontrar una nueva letra para aquella composición, resultando ganadora la propuesta de Mijalkov. El nuevo himno se adoptó a finales de 2000, y se convirtió en el segundo himno utilizado por Rusia después de la disolución de la Unión Soviética.

## Historia del himno
Antes de que se eligiese Molitva rússkij («La plegaria de los rusos») como himno nacional del Imperio ruso, se usaban varios himnos eclesiásticos y marchas militares para honrar al país y al zar. Molitva rússkij se adoptó alrededor de 1815 y empleó la letra de Vasili Zhukovski utilizada para la música del himno británico, «God Save the King» (Dios salve al Rey).
En 1833, le pidieron a Zhukovski que escribiera una nueva letra para una composición musical de Alekséi Fiódorovich Lvov llamada La plegaria del pueblo ruso. Fue bien recibida por Nicolás I, quien decidió que la canción, conocida popularmente como «Dios salve al zar», fuera el siguiente himno. La canción tenía similitud con un himno religioso y su estilo musical era parecido al de otros himnos empleados por monarcas europeos. «Dios salve al zar» se utilizó hasta la Revolución de febrero, cuando fue derrocada la monarquía rusa. La melodía aparece en varias recopilaciones de himnos de lengua inglesa empezando con las palabras «God the Omnipotent! King who ordainest/Thunder thy clarion, lightning thy throne!» (o variantes).
Tras la abdicación del zar y su familia en marzo de 1917, el Gobierno Provisional Ruso usó como himno no oficial La Marsellesa de los Trabajadores, una modificación del himno francés La Marseillaise realizada por Piotr Lavrov. Escrita en 1875, su uso como himno tuvo una corta vida. Una vez que el gobierno provisional fue sustituido por los bolcheviques en la Revolución de octubre de 1917, se adoptó como el nuevo himno el de la Internacional Comunista, La Internacional. Eugène Pottier, de nacionalidad francesa, escribió la letra de esta canción y la música fue compuesta por Pierre Degeyter, un compositor belga. Traducida al ruso por Arkadi Yákovlevich Kots en 1902, La Internacional se usó como himno de la Rusia Soviética desde 1918 y fue empleada por la Unión de Repúblicas Socialistas Soviéticas (URSS) desde 1922 hasta 1944.

## Música
La música del himno nacional, creada por Aleksandr Vasílievich Aleksándrov, se había usado en varios himnos y composiciones antes de su empleo en el himno ruso. La primera vez que la música se utilizó fue en el Himno del Partido bolchevique, creado en 1938. Cuando se disolvió el Komintern en 1943, se consideró la necesidad de sustituir La Internacional, que había sido asociada históricamente con el Komintern, por el Himno Nacional de la Unión Soviética. La música de Aleksándrov fue elegida para tal fin en 1944 por el líder soviético Iósif Stalin. Antes de que Aleksándrov creara el himno bolchevique, ya había usado piezas de la música para la canción Zhit stalo luchshe («La vida se ha vuelto mejor»), cuya letra la había escrito Lébedev-Kumach basándose en la célebre frase de Stalin pronunciada en 1935.
Durante el debate sobre el himno en el año 2000, en el periódico Lenta.ru se discutió si la música que Aleksándrov había creado para el himno soviético era parecida a la obertura Bylina de Vasíli Kalínnikov, compuesta en 1892. Los partidarios del himno soviético usaron esta consideración en los distintos debates que tuvieron lugar en la Duma Estatal sobre el cambio de himno. No hay pruebas de que Aleksándrov adoptara o usara partes de dicha obertura de manera deliberada en su obra.

## Letra
En 1943, Mijalkov y El-Registán completaron la tarea de escribir la letra que un año más tarde aprobó Iósif Stalin. Tras la muerte de Stalin en 1953, la letra compuesta de Mijalkov y El-Registán fue descartada durante el proceso de desestalinización llevado a cabo por el gobierno y el himno siguió usándose, pero sin la letra oficial. Mijalkov escribió una nueva versión de la letra en 1970, pero no se presentó al Presídium del Sóviet Supremo hasta el 27 de mayo de 1977. La nueva letra, que reemplazaba cualquier mención a Stalin, se aprobó el 1 de septiembre y fue declarada oficial con la edición de la nueva Constitución de la Unión Soviética en octubre de 1977. Esta letra se usó hasta 1991, cuando la Unión Soviética se disgregó en quince Estados-naciones.
Desde 1991 hasta 2000, se enviaron más de 6.000 propuestas con distintas versiones de la letra a una comisión encargada de seleccionar el himno nacional. Aunque la mayoría de las versiones empleaban la música de Mijaíl Glinka, algunas usaban la versión de Aleksándrov y otras melodías. En 2000, el Kremlin y el presidente Putin decidieron que la música de Aleksándrov era la preferida, luego escogieron la letra de Mijalkov de entre todas las propuestas y trabajaron junto con Mijalkov reescribiendo parte de la letra hasta que se llegó a la versión final. Antes de su adopción, el Kremlin publicó una sección del himno, que hacía referencia a la bandera y escudo:
Sus poderosas alas se despliegan sobre nosotros
El águila rusa sobrevuela alto
El símbolo tricolor de la madre patria
Llevará al pueblo ruso a la victoria
Cuando Mijalkov realizó los cambios finales a la letra en diciembre de 2000, esta sección no se incluyó. La nueva letra se centra en la patria rusa, espaciosa y grande, confiada a todas las generaciones futuras por Dios. Esto supuso un cambio radical con respecto a la letra del himno soviético, que alababa a Stalin, el comunismo y prometía que la «unión de nuevas y libres repúblicas» permanecerían unidas para siempre.

## Himno actual y su adopción

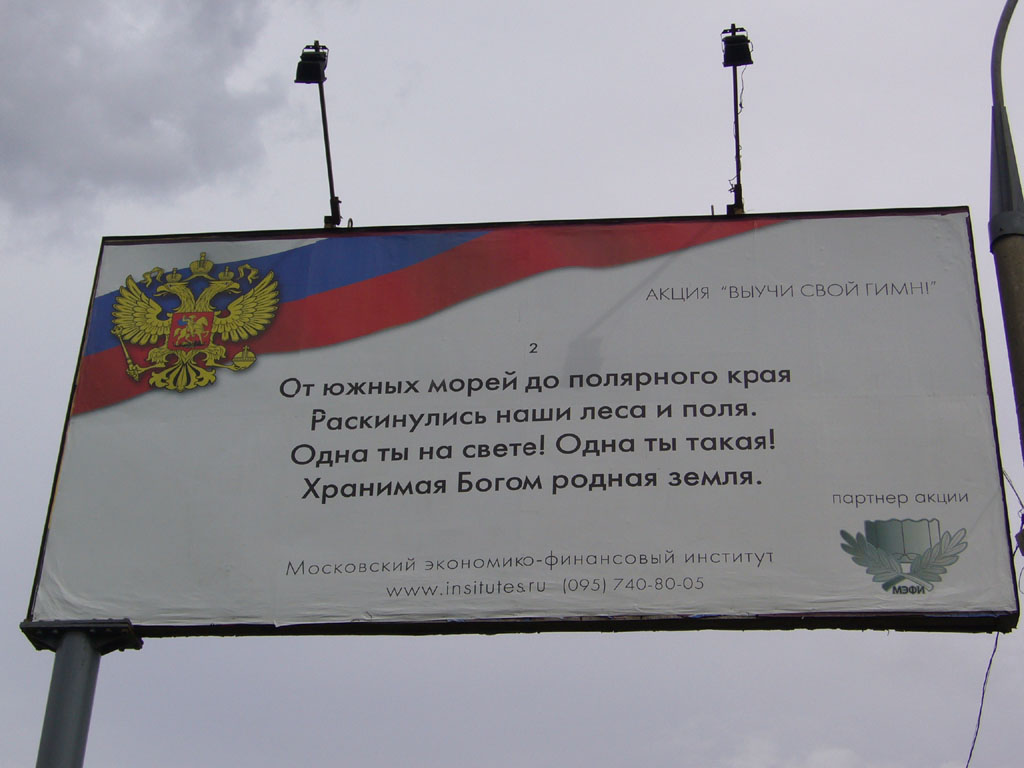
La segunda estrofa del himno en un cartel de Moscú.

Tras el año 2000, hubo intentos de refinar La Canción Patriótica, el himno ruso adoptado en 1991 por el presidente de aquel entonces Borís Yeltsin tras la caída de la Unión Soviética. El principal problema con el himno, cuya música fue compuesta por Mijaíl Glinka, era que no tenía letra y no podía cantarse durante los distintos eventos y ceremonias, además la mayoría de los rusos la encontraban «complicada, poco original y difícil de recordar». Hubo varios intentos para componer letras para el himno, incluyendo la composición de 1990 de Víktor Radugin ¡Sé gloriosa, Rusia! (Славься, Россия! [Slavsya, Rossiya!]), pero ninguna fue adoptada por Yeltsin.
El debate sobre el himno empezaba a cobrar impulso en octubre de 2000 cuando Vladímir Putin, el sucesor de Yeltsin, 
comentó que los atletas rusos se habían quejado de que no tenían palabras para cantar durante las ceremonias de entrega de medallas en los Juegos Olímpicos de Sídney 2000. La emisora CNN también manifestó que los jugadores del club de fútbol Spartak de Moscú se quejaban de que el himno sin palabras «afectaba su moral y actuación». Se consideraron varias opciones, pero una encuesta pública mostró que la música de Aleksándrov, familiar a la mayoría de rusos, contaba con el 49 por ciento de apoyo.
Putin presionó para que el anterior himno soviético fuera seleccionado como el nuevo himno ruso, pero insistió en que se escribiera una nueva letra. La Duma votó el 8 de diciembre para adoptar el empleo de la música del himno soviético compuesto por Aleksándrov para el nuevo himno, obteniéndose el siguiente resultado: 381 votos a favor, 51 votos en contra y una abstención. También ese mismo día se decidió sobre la adopción del escudo y la bandera rusas. Al elegir el himno, el parlamento ruso solo aprobó la música, concediendo al Presidente el derecho de aprobar la letra. Andréi Popov, asesor presidencial de política interior e integrante del grupo de trabajo, señaló que «el texto del decreto que aprueba el himno con la letra de Mijalkov fue preparado por Putin para ser firmado a principios de esta semana [primera de enero de 2001]. Ratificado por el presidente Putin el 20 de diciembre, el nuevo himno se empleó de manera oficial por primera vez durante una ceremonia en el Gran Palacio del Kremlin en Moscú.

### Controversias
No todo el mundo estuvo de acuerdo con el cambio de himno. Yeltsin, el predecesor de Putin, también estuvo entre los que se oponían a la restauración de la música del himno soviético como himno nacional ruso, siendo la segunda crítica que hizo públicamente (la primera fue el verano de 2000 después del hundimiento del submarino atómico Kursk) hacia el hombre que promovió como sucesor. Al respecto dijo que «el presidente de un país no debe seguir ciegamente la opinión de su pueblo. Al contrario, debe influir de forma activa en ella». El partido político liberal Yábloko mantuvo que la readopción del himno soviético «acrecienta la división entre la sociedad [rusa]».
Aquellos que se oponían a la música de Aleksándrov intentaron no solo mantener la Canción Patriótica sino también que la Duma votara la marcha militar zarista, El adiós de Slavianka. Uno de los disidentes más famosos fue el escritor Vladímir Voinóvich, que incluso escribió una parodia del himno como propuesta para el nuevo himno, mostrando el desacuerdo del escritor con el continuo cambio de los símbolos del Estado. Serguéi Yushenkov, miembro de la Duma, incluso sugirió que su propuesta debería ser considerada y votada por los miembros del Parlamento ruso, pero se denegó su solicitud. Debido a que el himno ruso tiene la misma melodía del que una vez fue el himno soviético desde 1944, ha habido controversias e incluso hay quienes juran no ponerse en pie durante su interpretación.
Sin embargo, el Partido Comunista ruso mostró su firme apoyo a esta decisión; de hecho el diputado comunista Anatoli Lukiánov afirmó que «el hecho de adoptar la música del himno de la Unión Soviética como emblema de la Federación Rusa no puede ser vista de ninguna manera como comprometedora de la condición del Estado ruso o un insulto a nuestra democracia». También recibió el apoyo del patriarcado de Moscú de la Iglesia ortodoxa rusa.

## Aspectos legales
Con el Decreto de 8 de diciembre de 2000 (ratificado por el Consejo de la Federación el 20 de diciembre de 2000) sobre el Himno Estatal de la Federación Rusa (del ruso: О Государственном гимне Российской Федерации) se establece el Himno del Estado de la Federación de Rusia, su descripción y el orden de uso oficial. Se incluye además un anexo en el que se muestra la partitura del himno, así como versiones para orquesta sinfónica y banda de música.
Aunque es opcional interpretar el himno usando solo la música, solo la letra o una combinación de ambas, debe usarse la letra oficial y la música según dispone la ley. Una vez que se graba una interpretación, puede usarse para cualquier fin, tales como una retransmisión por la televisión o la radio. Además, puede interpretarse durante ocasiones solemnes o con motivo de un festejo o celebración, pero se requiere su interpretación durante el juramento del nuevo presidente de Rusia, el inicio y fin de sesión de la Duma y el Consejo de la Federación y ceremonias oficiales de Estado. El himno también se reproduce en la televisión y la radio antes del comienzo y al cierre de la programación o si esta es continua se reproduce a las 12 de la medianoche y a las 6 de la mañana; así como en eventos deportivos tanto en Rusia como en el extranjero siempre de acuerdo con el protocolo de la organización que hospeda los partidos. Cuando el himno se interpreta, todos deben quitarse cualquier cosa que cubra la cabeza y deben mirar a la bandera rusa si está presente. Los que lleven uniforme deben realizar el saludo militar mientras suena el himno.
De acuerdo con el artículo 8 de la ley rusa sobre derechos de autor, los símbolos estatales no están protegidos por derechos de autor. Por tanto, el himno y su letra pueden usarse y modificarse libremente. Aunque si bien el Decreto sobre el Himno Ruso sugiere aceptar la responsabilidad correspondiente al interpretar el himno en una forma que pueda resultar ofensiva e irrespetuosa, todavía no se han realizado disposiciones en otras leyes que podrían definir dichos actos y establecer una sanción.
En una ocasión, Putin reprendió a la selección de fútbol nacional en el verano de 2004 sobre el comportamiento mostrado durante la reproducción del himno. Antes de empezar los partidos clasificatorios de la Eurocopa 2004, el equipo apareció ante la cámara mascando chicle mientras sonaba el himno ruso. Putin, usando como intermediario a Leonid Tyagachyov, el presidente del Comité Olímpico Ruso, instó al equipo que dejaran de mascar chicle y cantaran el himno de su patria.

## Letra oficial

### Original en ruso
| Cirílico (oficial) | Alfabeto latino (transliteración) | Trascripción AFI |
| Россия – священная наша держава, Россия – любимая наша страна. Могучая воля, великая слава – Твоё достоянье на все времена! Припев: 𝄆 Славься, Отечество наше свободное, Братских народов союз вековой, Предками данная мудрость народная! Славься, страна! Мы гордимся тобой! 𝄇 От южных морей до полярного края Раскинулись наши леса и поля. Одна ты на свете! Одна ты такая – Хранимая Богом родная земля! Припев Широкий простор для мечты и для жизни Грядущие нам открывают года. Нам силу даёт наша верность Отчизне. Так было, так есть и так будет всегда! Припев | Rossiya – svjašcennaja naša deržava, Rossiya – ljubimaja naša strana. Mogučaja volja, velikaja slava – Tvojo dostojanje na vse vremena! Pripev: 𝄆 Slavjsja, Otečestvo naše svobodnoje, Bratskih narodov sojuz vekovoj, Predkami dannaja mudrostj narodnaja! Slavjsja, strana! My gordimsja toboj! 𝄇 Ot južnyh morej do poljarnovo kraja Raskinulisj naši lesa i polja. Odna ty na svete! Odna ty takaja – Hranimaja Bogom rodnaja zemlja! Pripev Širokij prostor dlja mečty i dlja žizni Grjadušcije nam otkryvajut goda. Nam silu dajot naša vernostj Otčizne. Tak bylo, tak jestj i tak budet vsegda! Pripev | [rɐˈsʲijə svʲɪˈɕːɛnːəjə ˈnaʂə dʲɪrˈʐavə] [rɐˈsʲijə lʲʉˈbʲiməjə ˈnaʂə strɐˈna] [mɐˈɡutɕɪjə ˈvolʲə vʲɪˈlʲikəjə ˈslavə] [tvɐˈjɵ dəstɐˈjænʲjə nɐ ˈfsʲɛ vrʲɪmʲɪˈna] [prʲɪˈpʲef] 𝄆 [ˈslafʲsʲə ɐˈtʲetɕɪstvə ˈnaʂɨ svɐˈbodnəjə] [ˈbratskʲɪx nɐˈrodəf sɐˈjus vʲɪkɐˈvoj] [ˈprʲɛtkəmʲɪ ˈdanːəjə ˈmudrəsʲtʲ nɐˈrodnəjə] [ˈslafʲsʲə strɐˈna ˈmɨ ɡɐrˈdʲimsʲə tɐˈboj] 𝄇 [ɐt ˈjuʐnɨx mɐˈrʲej də pɐˈlʲarnəvə ˈkrajə] [rɐsˈkʲinʊlʲɪsʲ ˈnaʂɨ lʲɪˈsa ˈi pɐˈlʲa] [ɐdˈna ˈtɨ nɐ ˈsvʲetʲɪ ɐdˈna ˈtɨ ˈtakəjə] [xrɐˈnʲiməjə ˈboɡəm rɐdˈnajə zʲɪmˈlʲa] [prʲɪˈpʲef] [ʂɨˈrokʲɪj prɐˈstor dlʲa mʲɪtɕˈtɨ ˈi dlʲa ˈʐɨzʲnʲɪ] [ɡrʲɪˈduɕːɪjə ˈnam ɐtkrɨˈvajʊt ɡɐˈda] [ˈnam ˈsʲilʊ dɐˈjɵt ˈnaʂə ˈvʲɛrnəsʲtʲ ɐˈtɕːizʲnʲɪ] [ˈtaɡ ˈbɨlə ˈtak ˈjesʲtʲ ˈi ˈtaɡ ˈbudʲɪt fsʲɪɡˈda] [prʲɪˈpʲef] |

### Traducción literal al español
Rusia, nuestra patria sagrada,

Rusia, nuestro amado país.

Una poderosa voluntad, una gran gloria —

¡Son tu herencia por toda la eternidad!

Estribillo:

¡Gloria a ti, nuestra patria libre,
eterna unión de pueblos hermanos!
¡La sabiduría popular dada por nuestros antepasados!
¡Gloria a la patria! ¡Estamos orgullosos de ti!
Desde los mares del sur hasta las regiones polares,

Se extienden nuestros bosques y campos.

¡Eres única en la faz! Eres inimitable —

Protegida por Dios, tierra natal.

Estribillo:
¡Gloria a ti, nuestra patria libre, 
eterna unión de pueblos hermanos!
¡La sabiduría popular dada por nuestros antepasados!
¡Gloria a la patria! ¡Estamos orgullosos de ti!
Estribillo
Un vasto espacio para soñar y vivir,

Nos abren los años futuros.

Nos da fuerza la lealtad a la Patria.

¡Así fue, así es y así será siempre!

Estribillo
/>